# ミステリーランド
ミステリーランド（英: MYSTERY LAND）は、講談社が2003年から2016年にかけて発行していた書籍レーベル。

## 概要
コンセプトは、「かつて子どもだったあなたと少年少女のための――」。講談社文芸図書第三出版部（通称文三）の名物編集者であった宇山日出臣による企画。
ブックデザインは、すべて祖父江慎が手がけている。シリーズはすべてハードカバーで、箱入り・クロス装である。箱に開いた穴から表紙の一部が見られるデザインになっている。本文は、精興社明朝を使用している。本体価格は2000円程度。
各作品の多くは、ノベルスでも発売されている。山口雅也「ステーションの奥の奥」のようにノベルス版では改題されたものもある。
作品はすべて書き下ろし。「第○回配本」（○は漢数字）として発行されている。児童向けの書籍のため、字は大きめで、ルビも振ってあり、平仮名が多めである。当初は3か月ごとに3作ずつ刊行される予定であった。
また、装丁に使用していた用紙が製造中止になったため、シリーズは2009年7月の第16回配本以降途絶えていたが、2011年3月に第17回配本があった。当初は同年夏に第18回配本がなされる予定であったが、実際には2016年12月に、恩田陸が著したレーベル完結作となる『七月に流れる花』と『八月は冷たい城』をもって第18回配本が行われた。

## 作品一覧
ノベルス化はすべて講談社ノベルスより、文庫化の項にレーベルが無記載の場合は講談社文庫より刊行。
| 配本     | 発売年月   | タイトル                 | 著者           | 絵               | ノベルス化 | 文庫化                            |
| -------- | ---------- | ------------------------ | -------------- | ---------------- | ---------- | --------------------------------- |
| 第一回   | 2003年7月  | くらのかみ               | 小野不由美     | 村上勉           |            | 2024年7月                         |
| 第一回   | 2003年7月  | 子どもの王様             | 殊能将之       | MAYA MAXX        | 2012年8月  | 2016年1月                         |
| 第一回   | 2003年7月  | 透明人間の納屋           | 島田荘司       | 石塚桜子         | 2009年2月  | 2012年8月                         |
| 第二回   | 2003年10月 | 虹果て村の秘密           | 有栖川有栖     | 矢吹申彦         | 2012年8月  | 2013年8月                         |
| 第二回   | 2003年10月 | 魔女の死んだ家           | 篠田真由美     | 波津彬子         | 2011年6月  |                                   |
| 第二回   | 2003年10月 | ぼくと未来屋の夏         | はやみねかおる | 長野ともこ       | 2010年7月  | 2013年6月 青い鳥文庫              |
| 第三回   | 2004年1月  | 黄金蝶ひとり             | 太田忠司       | 網中いづる       |            |                                   |
| 第三回   | 2004年1月  | 鬼神伝 鬼の巻            | 高田崇史       | 村上豊           | 2010年10月 | 2015年5月                         |
| 第三回   | 2004年1月  | 闇のなかの赤い馬         | 竹本健治       | スズキコージ     | 2012年9月  |                                   |
| 第四回   | 2004年4月  | 探偵伯爵と僕             | 森博嗣         | 山田章博         | 2007年11月 | 2008年11月                        |
| 第四回   | 2004年4月  | いつか、ふたりは二匹     | 西澤保彦       | トリイツカサキノ |            | 2013年5月                         |
| 第四回   | 2004年4月  | 鬼神伝 神の巻            | 高田崇史       | 村上豊           | 2010年10月 | 2015年6月                         |
| 第五回   | 2004年9月  | 魔王城殺人事件           | 歌野晶午       | 荒井良二         | 2012年5月  | 2020年3月                         |
| 第六回   | 2004年11月 | ほうかご探偵隊           | 倉知淳         | 唐沢なをき       |            | 2017年6月 創元推理文庫            |
| 第七回   | 2005年7月  | ラインの虜囚             | 田中芳樹       | 鶴田謙二         | 2012年10月 | 2017年1月                         |
| 第七回   | 2005年7月  | 神様ゲーム               | 麻耶雄嵩       | 原マスミ         | 2012年5月  | 2015年7月                         |
| 第八回   | 2005年11月 | カーの復讐               | 二階堂黎人     | 喜国雅彦         |            | 2010年11月                        |
| 第九回   | 2006年3月  | びっくり館の殺人         | 綾辻行人       | 七戸優           | 2008年11月 | 2010年8月                         |
| 第九回   | 2006年3月  | 怪盗グリフィン、絶体絶命 | 法月綸太郎     | 本秀康           | 2012年8月  | 2014年9月                         |
| 第十回   | 2006年5月  | 銃とチョコレート         | 乙一           | 平田秀一         | 2013年10月 | 2016年7月                         |
| 第十一回 | 2006年11月 | ステーションの奥の奥     | 山口雅也       | 磯良一           | 2009年10月 | 2012年5月                         |
| 第十二回 | 2007年3月  | 酸素は鏡に映らない       | 上遠野浩平     | toi8             | 2011年5月  |                                   |
| 第十三回 | 2007年7月  | ぐるぐる猿と歌う鳥       | 加納朋子       | 久世早苗         | 2010年5月  | 2013年12月                        |
| 第十四回 | 2008年8月  | 野球の国のアリス         | 北村薫         | 謡口早苗         |            | 2016年1月                         |
| 第十五回 | 2009年3月  | トレジャー・キャッスル   | 菊地秀行       | 鈴木康士         | 2012年5月  |                                   |
| 第十六回 | 2009年8月  | ぼくが探偵だった夏       | 内田康夫       | 松尾たいこ       |            | 2013年7月 同月 青い鳥文庫         |
| 第十七回 | 2011年3月  | 眠り姫とバンパイア       | 我孫子武丸     | MARUU            |            | 2014年3月                         |
| 第十七回 | 2011年3月  | 夜の欧羅巴               | 井上雅彦       | 小島文美         |            |                                   |
| 第十八回 | 2016年12月 | 七月に流れる花           | 恩田陸         | 酒井駒子         |            | 2018年9月 講談社タイガ 2020年7月  |
| 第十八回 | 2016年12月 | 八月は冷たい城           | 恩田陸         | 酒井駒子         |            | 2018年10月 講談社タイガ 2020年7月 |

## 受賞
- うつのみやこども賞[6]
  - ぼくと未来屋の夏（第20回受賞）
  - 黄金蝶ひとり（第21回受賞）
  - ラインの虜囚（第22回受賞）
  - 銃とチョコレート（第23回受賞）
- このミステリーがすごい!
  - 神様ゲーム（2006年版第5位）
  - 銃とチョコレート（2007年版第5位）
  - 怪盗グリフィン、絶体絶命（2007年版8位）